# My Favorite Quintet
My Favorite Quintet ist ein Jazz-Album von Charles Mingus, das am 13. Mai 1965 bei einem Konzert im Tyrone Guthrie Theater in Minneapolis  mitgeschnitten und von Mingus um 1966 auf seinem eigenen Label Jazz Workshop veröffentlicht wurde.

## Hintergrund
Ab Mitte 1964 arbeitete Mingus mit einem Quintett, dem Lonnie Hillyer (Trompete), Charles McPherson (Altsaxophon), Jaki Byard (Piano) und Dannie Richmond am Schlagzeug angehörten. Mehrere Monate des Jahres 1965 hatte der Bassist mit seiner Gruppe ein Engagement im New Yorker Jazzclub Village Vanguard, das er am 13. April abrupt beendete. In den folgenden Monaten beschäftigte sich Mingus vorwiegend mit Komponieren und trat nur noch sporadisch auf, so am 13. Mai in Minneapolis. Kurz danach verließ Jaki Byard im Streit um Mingus’ autoritären Führungsstil die Band.

## Titelliste
- Charles Mingus: My Favorite Quintet (Charles Mingus Records JWS 009, Liberty LBS 83346)
  1. So Long Eric – 18:24
  2. Medley – 15:58
    - She’s Funny That Way (Neil Moret / Richard A. Whiting)
    - Embraceable You (George Gershwin)
    - I Can’t Get Started (Vernon Duke)
    - I Don’t Stand a Ghost of a Chance With You (victor Young)
    - Old Portrait
    - Cocktails for Two (Arthur Johnston / Sam Coslow)

Alle anderen Kompositionen stammen von Charles Mingus.

## Rezeption
Shawn M. Haney bewertete das Album in AllMusic mit drei (von fünf) Sternen und meinte, diesem Charles Mingus Quintett gelinge eine vibrierende, perkussiv angelegte und spontane Lebendigkeit, doch manchmal auf Kosten der Orientierung.
Für die Mingus-Biografen Horst Weber und Gerd Filtgen ist beim besten Willen nicht einzusehen, warum Mingus diese Platte My Favorite Quintet betitelte, „vor allem, wenn man an seine großartigen Besetzungen mit Eric Dolphy denkt“.  Während Charles McPherson einige schöne Balladen beitrage, vermag Trompeter Lonnie Hillyer nach Ansicht der Autoren nicht zu überzeugen. Einmalig hingegen seien die Tempoveränderungen der Rhythmusgruppe in So Long Eric; beeindruckend auch die unisono vorgetragenen Linien Hillyers und McPherson am Ende von Old Portrait, wo man höre, „wie gut die Band eingespielt war“. Der abschließende Jazzstandard Cocktails for Two werde von Mingus „total demontiert und ins Groteske verzogen, so daß die Zuschauer und Hörer ihren Spaß haben und kräftig mitlachen.“

## Editorischer Hinweis
Das Album wurde als LP mehrmals wiederveröffentlicht; unter dem Titel Portrait (Prestige Records P-24092, gekoppelt mit Town Hall Concert, 1980) sowie in den 1980er-Jahren in Frankreich unter dem irreführenden Titel Town Hall Concert – Charles Mingus & His Quintet featuring Eric Dolphy (America 30 AM 6105) und 1969 in Großbritannien als Einzel-LP (Liberty LBS 83346).